# Il milite ignoto
Il milite ignoto è un romanzo dello scrittore friulano Giovanni Pascutto, pubblicato dall'editore Marsilio nel 1976.

## Trama
Il protagonista è un giovane circa ventenne che non vuole vedersi adulto,insofferente nei confronti della famiglia e dei benpensanti. Passivo, sognatore, solitario, anoressico, abulico, sopraffatto dal senso di colpa e dall'ansia. Per difendersi dal mondo è capace di ironia, cattiveria, smemoratezza: è la figura ambigua di una generazione dei tardi anni Settanta, da una parte impegnata e dall'altra cinica La storia narra di una psicosi persecutoria di un servizio di leva mai accettato, che si conclude in un ospedale psichiatrico.

## Edizioni principali
Il milite ignoto, Marsilio, Venezia, 1976